# Пузырно-мочеточниковый рефлюкс
Пузы́рно-мочето́чниковый рефлю́кс (ПМР) или ве́зико-уретера́льный рефлю́кс — обратный ток (рефлюкс) мочи из мочевого пузыря через один или оба мочеточника в почечную чашечку или в почку из-за дисфункции пузырного-мочеточникового соединения, которое в норме выполняет роль одностороннего клапана, закрывающегося во время мочеиспускания.
Заболевание связано с недоразвитием или отсутствием клапанного механизма между мочеточником и мочевым пузырем. Обычно это врожденная патология, но может иметь вторичный характер, связанный с хроническим воспалительным процессом в мочевом пузыре. В результате могут возникать рецидивирующие инфекции мочевыводящих путей, которые могут распространяться на почки, вызывая периодические рецидивы острого пиелонефрита и рубцовые изменения почек.
Стандартным способом диагностики заболевания является микционная цистография, проводимая во время мочеиспускания. Среди детей в большинстве случаев диагностируется после фебрильной инфекции мочевыводящих путей или после обнаружения аномалий, в том числе пренатально, на изображении ультразвукового исследования.

## Симптомы
Дети могут испытывать разные симптомы и могут быть похожи на симптомы других нарушений. Наиболее общими симптомами являются:
- инфекции мочевыводящих путей;
- проблемы с мочеиспусканием;
- увеличение живота из-за опухшей почки;
- плохой набор веса;
- высокое кровяное давление.

## Причины возникновения
Исходя из причин возникновения рефлюкса, его принято дифференцировать на первичный (нарушение анатомии уретеро-везикального сегмента) и вторичный, сформированный в результате других врожденных или приобретенных аномалий мочевыводящих путей.
К первичному ПМР относят нарушения расположения устья мочеточника.
Причиной вторичного ПМР чаще всего является нейрогенная дисфункция мочевого пузыря или нейрогенный мочевой пузырь.

## Классификация
Классификация является золотым стандартом в описании рефлюкса и часто берётся за основу для определения возможных клинических исходов.
| Степень | Описание |
| ------- | --- |
| I       | При первой степени рефлюкс достигает только мочеточника и не достигает лоханки почки.                                              |
| II      | При второй степени рефлюкс достигает почечную лоханку и чашечку без их расширения.                                                 |
| III     | При третьей степени отмечается расширение мочеточника.                                                                             |
| IV      | При четвёртой степени может появиться извитость мочеточника, а почечная лоханка расширяется до средних размеров.                   |
| V       | При пятой степени отмечается сильное расширение и извилистость мочеточника, а также сильное расширение почечной лоханки и чашечки. |

При пятой степени диагностируется высшая степень нарушения функции почки с выраженным истончением паренхимы почки.

## Инфекции мочевыводящих путей
Пузырно-мочеточниковый рефлюкс не считается причиной инфекций мочевыводящих путей, но может сократить время прогрессирования цистита до пиелонефрита. При ПМР со степенью III и выше риск инфекции увеличивается из-за застоя мочи, гидронефроза или расширения мочеточника. Рефлюкс ассоциируется с повышенным риском рецидивирущей инфекции мочевыводящих путей и рубцеванием почек.

## Диагностика

### Микционная цистография
Решение о проверке на пузырно-мочеточниковый рефлюкс с помощью микционной цистографии у детей обычно принимается после диагностирования фебрильной инфекции мочевыводящих путей, которая подтверждается позитивным общим анализом мочи и её посевом. Микционная цистоуретрография позволяет получить детализированную информацию по анатомическому строению и функциональному состоянию мочевыводящих путей, однако процедура является инвазивной, поэтому в рамках обследования важно получить максимально возможное количество информации. Во время микционной цистоуретрографии делаются снимки мочеиспускательного канала, мочевого пузыря, мочеточников и почек как во время наполнения мочевого пузыря, так и при мочеиспускании. В рамках процедуры ребёнок подвергается воздействию низких доз радиации.

## Лечение
Основной целью лечения является предотвращение рецидивирующих фебрильных инфекций мочевыводящих путей и повреждений почек. В зависимости от возможности спонтанного исчезновения рефлюкса лечение часто заключается в профилактике антибиотиками или в хирургическом вмешательстве. Среди факторов, на основе которых принимается решение о длительной профилактике антибиотиками, числятся риск дальнейших инфекций, риск рубцевания паренхимы почек и вероятность спонтанного исчезновения рефлюкса. Существуют разные варианты подсчёта вероятности спонтанного исчезновения рефлюкса, но универсального алгоритма для принятия решений нет.
Вероятность спонтанного исчезновения рефлюкса определяется степенью рефлюкса, возрастом, разницей между мочеточниками, наличием отклонений в мочевом пузыре или кишечнике, рубцеванием почек, объёмом мочевого пузыря, при котором происходит рефлюкс, и степенью расширения дистального отдела мочеточника. Эти же факторы сказываются на риске возникновения инфекции мочевыводящих путей. Есть также данные о том, что диаметр мочеточника позволяет лучше, чем степень рефлюкса, предсказывать возможность спонтанного исчезновения рефлюкса и возникновения инфекций мочевыводящих путей, несмотря на проводимые профилактические мероприятия. Диаметр мочеточника более 7 мм сказывается на спонтанном разрешении и на необходимости хирургического вмешательства.
Хирургическая антирефлюксная операция обладает высокой степенью успешных случаев излечения, однако в этом случае возможны осложнения, а за операцией следует длительное пребывание в больнице. По данным, полученным из 33 исследований, после антирефлюксной операции в 0,3—9,1 % случаев требуется повторная операция для исправления возникшей обструкции.
Эндоскопическая коррекция является минимально инвазивным методом лечения рефлюкса с несколькими возможными вариантами наполнителей для инъекций. Данный метод лечения характеризуется короткими временем проведения операции и последующим периодом пребывания в больнице, высокой эффективностью и малым шансом возникновения осложнений. Эндоскопическая коррекция обладает некоторыми преимуществами перед открытой антирефлюксной хирургической операцией при степенях рефлюкса с II по IV. При высокой степени рефлюкса основным лечением остаётся хирургическая операция, а данные по эффективности эндоскопической коррекции в этом случае противоречивы. При высокой степени рефлюкса количество неудачных исходов лечения выше, чем при антирефлюксной операции. Однако одно исследование показало очень хорошие результаты в случае средней и высокой степени рефлюкса при повторяющихся инъекциях.

## История
Наличие антирефлюксного механизма, предотвращающего обратный ток мочи из мочевого пузыря, постулировал ещё Леонардо Да Винчи, а связь между пузырно-мочеточниковым рефлюксом и рубцеванием почек была открыта лишь в 1950-х годах. В 1952 году была произведена первая антирефлюксная операция у пациентов с параплегией, а в 1958 году была разработана техника реимплантации мочеточника Политано-Лидбеттера, для которой появились различные вариации, однако принципы остаются теми же самыми, а сама техника реимплантации стала золотым стандартом в лечении пузырно-мочеточникового рефлюкса.
В 1977 году выяснилось, что в большом количестве случаев рефлюкс спонтанно исчезает на фоне продолжительной профилактики антибиотиками, хотя и отмечалось, что в тяжёлых случаях вероятность спонтанного исчезновения низкая. В результате профилактика антибиотиками стала стандартной терапией в ожидании выздоровления или хирургической операции. Однако применение антибиотиков вскоре стало предметом бурных обсуждений и предметом для многих рандимизированных контролируемых испытаний, результаты которых оказались неоднозначными.
До 1980-х рефлюкс диагностировался в основном по наплыву фебрильных инфекций мочеиспускательных путей, а в 80-х массовое применение ультразвука в пренатальной диагностике позволило выявлять аномалии, которые в последующем позволяли диагностировать наличие рефлюкса. Также в 80-х появилась стандартная классификация степеней рефлюкса, а микционная цистография позволила увидеть рефлюкс в действии. Классификация позволила применять разные терапии для разных степеней рефлюкса. Позднее выяснилось, что рефлюкс может быть связан с дисфункцией мочевого пузыря, из-за чего может снижаться вероятность его спонтанного исчезновения. В 1981 году впервые была описана эндоскопическая техника коррекции рефлюкса.
На рубеже веков детские урологи следовали общему принципу, заключавшемуся в необходимости сведения к минимуму инвазивных хирургических техник. Популярность набрала техника эндоскопической коррекции, однако до сих пор многим детским урологам неясно, является ли она заменой реимплатнации, альтернативой антибиотикам или временной мерой, позволяющей детям пережить период повышенной предрасположенности к инфекциям мочевыводящих путей.